# Santa Catalina (Negros Oriental)
Santa Catalina (Bayan ng Santa Catalina) är en kommun i Filippinerna. Kommunen ligger på ön Negros, och tillhör provinsen Negros Oriental. Folkmängden uppgår till 67 197 invånare.

## Barangayer
Santa Catalina är indelat i 22 barangayer.
| - Alangilan - Amio - Buenavista - Kabulacan - Caigangan - Caranoche - Cawitan - Fatima - Mabuhay - Manalongon - Mansagomayon | - Milagrosa - Nagbinlod - Nagbalaye - Obat - Poblacion - San Francisco - San Jose - San Miguel - San Pedro - Santo Rosario - Talalak |